# ديفيد كينيدي (رائد أعمال)
ديفيد كينيدي (بالإنجليزية: David Kennedy)‏ هو رائد أعمال أمريكي، ولد في 1939.